# Galaxie naine du Sagittaire
Ne doit pas être confondu avec Galaxie naine irrégulière du Sagittaire.
Pour les articles homonymes, voir Sagittaire.
La galaxie naine du Sagittaire est une galaxie satellite de la Voie lactée. D’environ 10 000 années-lumière de diamètre, elle se trouve actuellement à 80 000 années-lumière de la Terre et voyage sur une orbite polaire à environ 50 000 années-lumière du centre de la Voie lactée. Son type fait l’objet de débats, ayant été considéré comme elliptique et sphéroïdal, aussi les termes de galaxie naine sphéroïdale du Sagittaire ou galaxie naine elliptique du Sagittaire sont eux aussi mentionnés. Ce dernier possède l’abréviation SagDEG (de l’anglais pour Sagittarius Dwarf Elliptical Galaxy) également usitée. Cette galaxie ne doit pas être confondue avec la galaxie naine irrégulière du Sagittaire, abrégé SagDIG (pour Sagittarius Dwarf Irregular Galaxy).
Découverte en 1994 par Rodrigo Ibata, M. Irwin, et G. Gilmore, il s’agissait à l’époque de la galaxie la plus proche connue de la nôtre — titre qu’elle a perdu en 2003 au profit de la Galaxie naine du Grand Chien. Elle se situe à un emplacement diamétralement opposé au Système solaire par rapport au centre galactique, ce qui en fait un objet très difficile à observer, bien qu’elle couvre une large région du ciel.
SagDEG semble être une galaxie ancienne. Les analyses spectroscopiques semblent indiquer qu’elle ne possède que peu de poussière interstellaire et qu’elle est composée principalement d’étoiles de population II, vieilles et pauvres en métaux.
Elle devrait traverser le disque galactique de la Voie lactée dans les prochaines 100 millions d’années et se fera vraisemblablement absorber à terme par notre Galaxie. Il semble qu’il s’agissait à l’origine d’une galaxie naine sphéroïde, mais elle a été considérablement étirée par les forces de marée de la Voie lactée, aussi un grand nombre de ses étoiles et un courant de gaz semblent dispersés tout au long de son orbite. Quatre amas globulaires appartenant à la Voie lactée ont visiblement leur origine dans SagDEG : M54, Arp 2, Terzan 7 et Terzan 8. Au moins deux nébuleuses planétaires ont été identifiées dans SagDEG : Wray 16-423 et He 2-436.
Les études divergent pour savoir si SagDEG est en orbite depuis longtemps autour de la Voie lactée (certaines parlent de plusieurs milliards d’années) ou s’il s’agit d’un compagnon récent. Selon certains modèles, un passage de SagDEG dans le plan de la Voie Lactée se serait produit il y a 5,7 milliards, 1,9 milliard et 1 milliard d'années, concordant avec de nombreuses naissances d'étoiles au sein de notre galaxie.